# José Ramón Aguirre
José Ramón Aguirre Infante (* 31. August 1988) ist ein mexikanischer Radrennfahrer.
Auf der Straße gewann Aguirre 2008 eine Etappe Vuelta Ciclista Chiapas. Erfolgreicher ist er im Bahnradsport, wo er bei den Panamerikameisterschaften 2013 mit Diego Yépez Titelträger im Madison wurde und mit dem mexikanischen Bahnvierer die Bronzemedaille in der Mannschaftsverfolgung gewann. Außerdem wurde er (Stand 2019) zehnmal mexikanischer Meister in den Disziplinen Mannschafts- und Einerverfolgung, Madison sowie Scratch wurde.

## Erfolge
2008
- eine Etappe Vuelta Ciclista Chiapas

2012
- Mexikanischer Meister – Mannschaftsverfolgung (mit José Alfredo Aguirre, Edibaldo Maldonado und Diego Yépez)
- Mexikanischer Meister – Madison (mit José Alfredo Aguirre)

2013
- Panamerikameisterschaft – Mannschaftsverfolgung (mit José Alfredo Aguirre, Edibaldo Maldonado und Diego Yépez)
- Panamerikameisterschaft – Madison (mit Diego Yépez)
- Mexikanischer Meister – Mannschaftsverfolgung (mit José Alfredo Aguirre, Edibaldo Maldonado und Diego Yépez)
- Mexikanischer Meister – Madison (mit Diego Yépez)

2014
- Mexikanischer Meister – Einerverfolgung
- Mexikanischer Meister – Mannschaftsverfolgung (mit Luis Macías, Ignacio Sarabia und Diego Yépez)

2017
- Mexikanischer Meister – Scratch
- Mexikanischer Meister – Mannschaftsverfolgung

2018
- Mexikanischer Meister – Mannschaftsverfolgung

2019
- Mexikanischer Meister – Mannschaftsverfolgung

## Teams
- 2008 Canel’s Turbo Mayordomo
- 2009 Canel’s Turbo